# ギャローデット大学

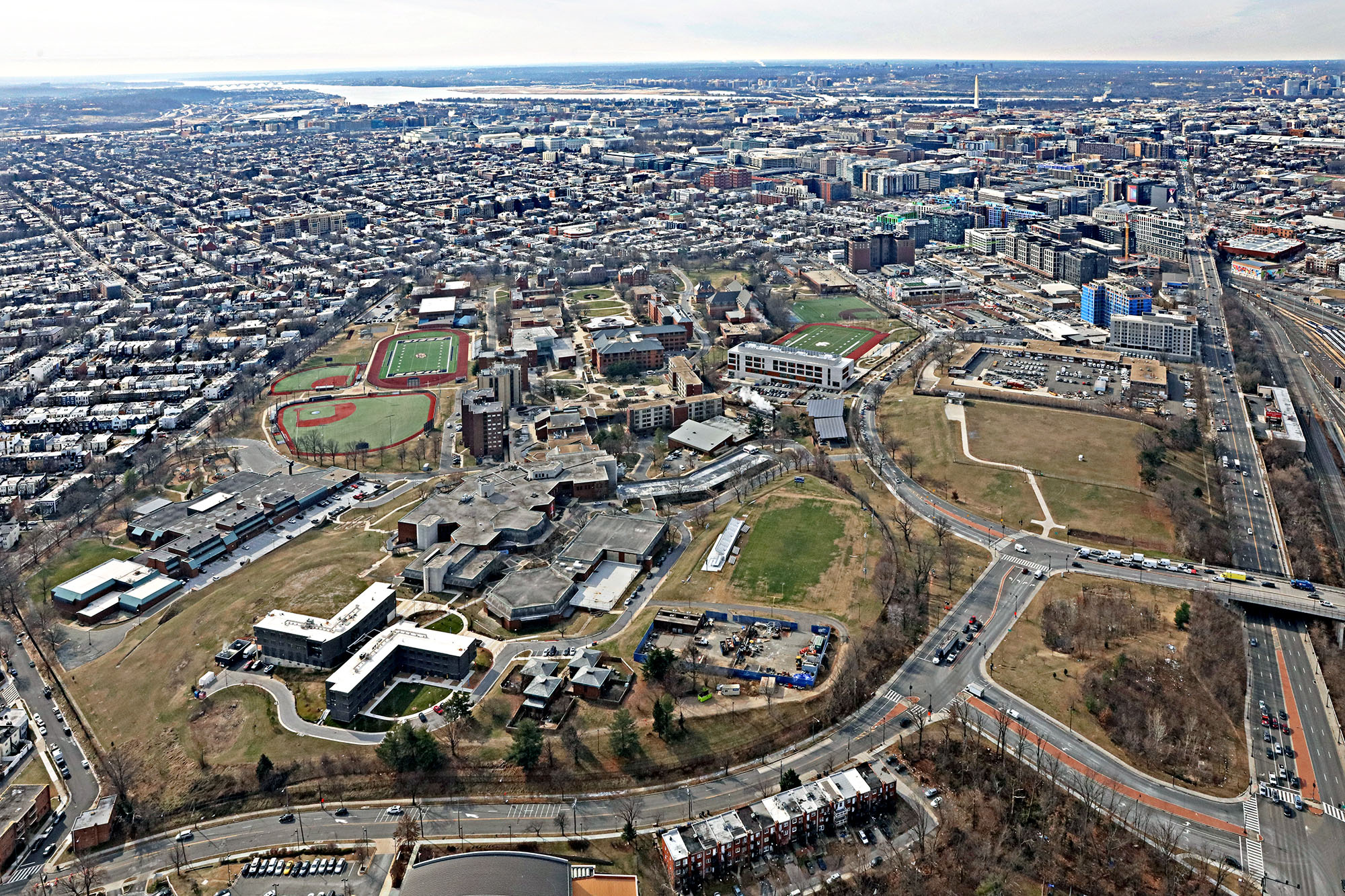

ギャローデット大学（Gallaudet University）は、アメリカ合衆国ワシントンD.C.所在の聴覚障害者のための大学である。私立大学でありながら、連邦政府より多額の補助金を受けている。この大学の教員であった言語学者ウィリアム・ストーキー(William Stokoe)が1960年に発表した論文「手話の構造」は、手話が自然言語であることを初めて指摘したものとして知られる。
また正門付近のチャペル・ホール（礼拝堂）など、創立当時の面影をとどめる歴史的な建築物はアメリカ合衆国国家歴史登録財として国から文化財の指定を受けている。

## 構成
ギャローデット大学には学部と大学院がある。学部は主に聴覚障害者が対象となっている。新入生で聴者は最高5%のみ。大学院には聴者の数の制限はない。大学院は手話言語学の研究で有名である。
大学キャンパス内には、ケンドール初等聾学校、モデル中等聾学校、同窓会館、英語学院などの施設も設置されている。大学図書館が収集したろうに関する重要な資料は質・量とも世界一を誇っている。また、ろう者に配慮した宿泊設備のあるケロッグ会議センターが設立され、各種の会議、セミナーなどが行われている。TTY（キーボード付の電話）の設備に加えて、大手の電話リレーサービスのソレンセン・コミュニケーションズの支援でテレビ電話が数カ所で設置されている。

## 特徴
大学内でのコミュニケーション手段はアメリカ手話(ASL)と書記英語である。アメリカ手話は、学生、スタッフ、教職員、学長など、全ての人が習得している。手話を知らない新入生、新採用になった教職員、他国からの留学生は新学期に備えて手話講習会に出席し、これを習得する必要がある。

## 出身者
聾学校の校長になったり連邦政府高官を務めた人や、聾関係団体のリーダーとして活躍する者など多くの人材を輩出している。また、芸術分野で活動し、高い評価を得ている卒業生もいる（全米ろう者劇団の創立メンバーの一人で舞台におけるパイオニア的な役割を担った俳優、トニー賞を獲得した聾の女優や手話ダンサーズの「ワイルド・ザッパーズ」など）。
ギャローデット大学は世界中から留学生を受け入れている。帰国後は、それぞれの母国の聴覚障害者集団のリーダーとして活躍している卒業生が多い。

## 歴史
- 1857年 ジャクソン政権下、合衆国郵政省長官を務めた慈善家のエイモス・ケンドール、聾の孤児などを教育する施設を作るために所有地の一部を寄贈した。これがコロンビア聾唖教育施設であり、校長は、アメリカ初の公立聾学校の設立者の一人トーマス・ホプキンズ・ギャローデットの息子エドワード・マイナー・ギャローデット。
- 1864年 連邦議会で、コロンビア聾唖教育施設を「国立聾唖大学」に格上げする議案が通過し、リンカーン大統領が署名した。現在のギャローデット大学である。初代学長は、エドワード・マイナー・ギャローデット。
- 1887年 初めて女学生の入学が許可される。
- 1954年 議会法により、ギャローデット大学(Gallaudet College)に改称。
- 1960年 大学教授で言語学者ウィリアム・ストーキー、論文『手話の構造』を発表。
- 1969年 モデル中等聾学校(Model Secondary School for the Deaf)が大学構内に設置。
- 1986年 聾教育法の通過に伴い、単科大学(College)から総合大学(University)に。
- 1988年 ろう者の学長を求めるデフ・プレジデント・ナウ学生運動が起こり、ろう者のI・キング・ジョーダン博士が8代目学長に。
- 1990年 副学長に初めてろう者(Harvey J. Corson)が任命される。
- 2005年 ジョーダン学長、2006年末に退職予定を発表。
- 2006年 次期学長にジェーン・K・フェルナンデスを任命するとした大学理事会の決定が抗議運動により覆され、再度の選考でロバート・R・ダビラが暫定学長に任命される。

## 歴代学長
- 初代 エドワード・マイナー・ギャローデット(1864-1910)
- 第2代 パーシヴァル・ホール(1910-1945)
- 第3代 レオナルド・エルスタッド(1945-1969)
- 第4代 エドワード・メリル(1969-1983)
- 第5代 W・ロイド・ジョンズ(1983)
- 第6代 ジェリー・リー(1983-1988)
- 第7代 エリザベス・アン・ジンザー（1988年3月6日 - 8日）
- 第8代 I・キング・ジョーダン（1988年3月9日 - 2006年12月）
- 第9代 ロバート・R・ダビラ（2007年1月 - ）

## 課題
聴覚障害者の高等教育や権利獲得運動においてギャローデット大学の果たしている役割は大きいが、聴覚障害者ばかりが集まっているコミュニティの弊害も指摘されている。聴覚障害者の知識人の中には、教育レベルの高さや、聴者と聴覚障害者が共存する場を経験することの重要性の認識から、聴覚障害者向けの高等教育機関としてはギャローデット大学よりもカリフォルニア州立大学ノースリッジ校(CSUN)や ロチェスター工科大学(RIT)・国立聾工科大学(NTID)をより高く評価する者が少なくない。また学生の落第、中途退学の率が高いため、2007年には地域アクレディテーション機関から大学認可の取り消しの可能性を指摘されたが、2008年には認定校としての地位を再確認された
。